# Muselet

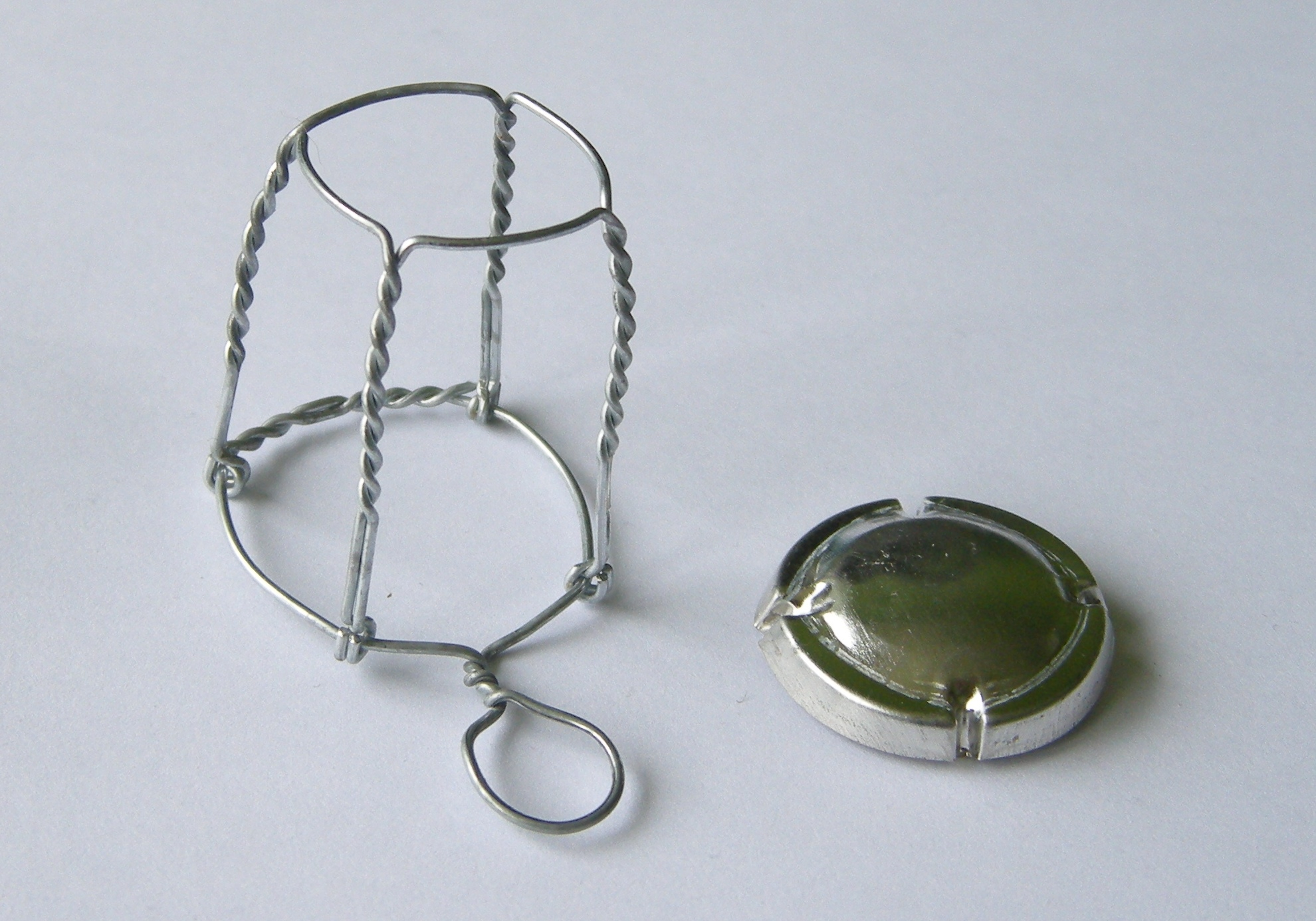
Een muselet of agraaf

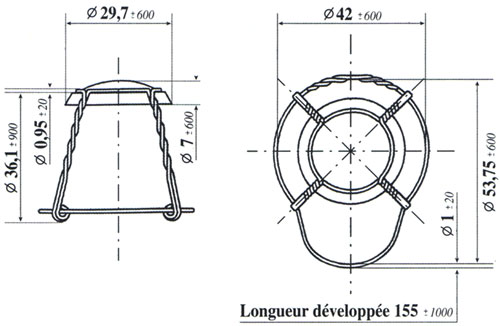
Tekening van de door Jules Guyot gepatenteerde muselet. 1844

Een muselet is een ijzeren kapje (agraaf) met ijzerdraad, (draadkorfje in Nederlands), dat op een fles mousserende wijn gezet wordt om de kurk vast te klemmen. Muselets worden ook wel toegepast bij andere mousserende dranken zoals sommige speciale soorten bier.
De uitvinding van de muselet  is verbonden aan het champagnehuis Jacquesson & Fils. De Jaquessons waren in de 19e eeuw innovatieve champagnemakers. Zij verbeterden de techniek van vinificatie en werkten samen met dr. Jules Guyot die druiven veredelde en in 1844 de metalen muselet patenteerde.
De muselet wordt aangebracht na de tweede gisting en de dégorgement, de bewerking die ervoor zorgt dat de droesem in de flessenhals uit de fles komt. De champagne wordt dan bijgevuld met de liqueur d'expédition, een mengsel dat per huis en per wijn kan verschillen maar vaak likeur, oude wijn en een suikeroplossing die de smaak van de wijn bepaalt zal bevatten.
Onder de muselet wordt een klein en rond metalen schildje bevestigd waarop het beeldmerk van het champagnehuis of een andere voorstelling is aangebracht. Deze zogenaamde "plaque" is een verzamelobject geworden. Het is gebruikelijk dat de muselet en de hals van de fles met een capsule van folie aan het zicht worden onttrokken.
Daarna kan de fles in de handel worden gebracht. De druk van het koolzuur in de fles is hoog. Daarom wordt de kurk met de muselet vastgemaakt. Later volgen de capsule en als laatste een etiket ter completering. Vóór de uitvinding van de muselet zekerde men de kurk door het knopen van een stuk touw, dat met behulp van een mechaniek kruislings in de kurk werd getrokken. Anno 2014 gebruikt nog slechts een enkel champagnehuis touw als middel om de kurk vast te zetten.